# کاربی‌مازول
کاربی‌مازول (به انگلیسی: Carbimazole)
رده درمانی: درمان پرکاری تیرویید
اشکال دارویی: قرص

## موارد مصرف
در درمان پرکاری تیرویید استفاده می‌شود.

## مکانیسم اثر
کاربی‌مازول یک پیش دارو است و در بدن به متی‌مازول تبدیل می شود. متی مازول با مهار آنزیم تیروییدپراکسیداز از ساخت هورمونهای تیروییدی جلوگیری می کند.

## عوارض جانبی
بثورات جلدی و خارش، مهار مغز استخوان و کاهش تعداد گلبول‌های سفید خون که باعث ایجاد زخم‌هایی در دهان و عفونت همراه با تب بالا می‌شود. به دلیل عبور از جفت و ترشح در شیر مادر منع مصرف در حاملگی و شیردهی.